# Derrial Book
Derrial Book, souvent appelé shepherd Book, est un personnage de la franchise Firefly (la série télévisée Firefly, le film Serenity et les comics Serenity), joué par Ron Glass. C'est un shepherd, passager du Serenity qui donne fréquemment des avis et des perspectives de nature spirituelle aux membres de l'équipage.

## Histoire
Ses connaissances sur un certain nombre de sujets suggèrent qu'il a eu une vie agitée avant d'être pasteur : il est ainsi compétent sur des questions incluant le vol spatial, les armes à feu, le combat à main nues ou les activités criminelles. Son passé a également un lien avec l'Alliance : sa carte d'identité lui donne un accès prioritaire sur un vaisseau-hôpital de l'Alliance, et dans Le Message, il montre sa connaissance des procédures militaires de l'Alliance. Après les événements de la série, il quitte le vaisseau dans la mini-série de comics Serenity: Those Left Behind et s'installe dans une petite colonie sur la lune Haven, où il est tué en même temps que les autres colons par l'Opérateur dans le film Serenity.
Le comic Serenity: The Shepherd's Tale révèle le passé mystérieux du personnage : Book est en fait un homme nommé Henry Evans, qui a fui à l'adolescence un père alcoolique et violent. Il est recruté par le mouvement indépendantiste quelques années plus tard, après être devenu un petit criminel. Avant le début de la Guerre d'Unification, il infiltre les rangs de l'armée de l'Alliance après avoir tué un cadet nommé Derrial Book et pris son identité. Il connaît ensuite une progression fulgurante dans la hiérarchie, jusqu'à ce qu'il orchestre à lui seul la plus grande défaite de l'Alliance[évasif], causant la perte de plus de 4000 hommes en une seule manœuvre. Au lieu de lui infliger un procès formel, l'Alliance décide de cacher cette défaite et Book est abandonné pour y mourir sur une planète proche. Quelques années plus tard, Book a une révélation divine et rejoint une abbaye dont il sort quelques années plus tard pour prêcher sur de nouveaux mondes, et embarque à bord du Serenity.